# سلطنة الفضلي
السلطنة الفضلية هي إحدى «السلطنات والإمارات التسعة» التي وقعت اتفاقات حماية مع الإمبراطورية البريطانية وفي أوائل القرن 20 لتصبح جزءاً من محمية عدن البريطانية. وقد أصبحت السلطنة عضواً مؤسساً لاتحاد إمارات الجنوب العربي عام 1959 الذي خلفه اتحاد الجنوب العربي في عام 1963.

## تاريخ

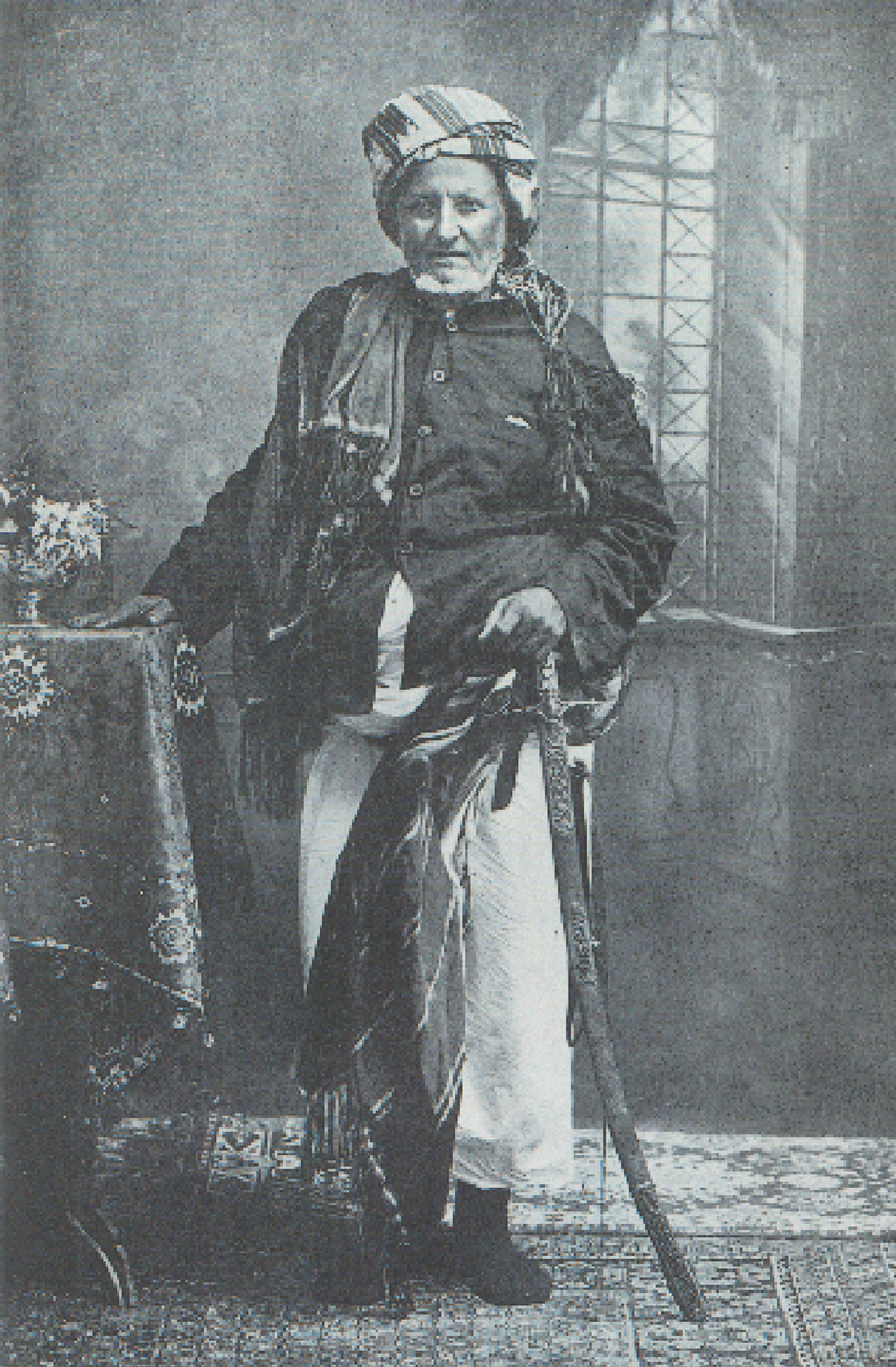
السلطان حسين بن أحمد الفضلي

كانت مدينة شقرة الواقعة على ساحل خليج عدن عاصمة سلطنة الفضلي ثم تغيرت إلى زنجبار وتقع حوالي 60 كيلومتراً إلى الشرق من عدن. آخر سلاطين سلطنة الفضلي هو ناصر بن عبد الله بن حسين بن أحمد الفضلي (توفي في 7 يناير 2009).
ومن أبرز تاريخ السلطنة الفضلية تاريخ سلطنة الفضلي في أبين للسلطان أحمد بن عبد الله الفضلي. وقد كان المذكور رأس السلطنة الفضلية لآل فضل في بلاد الفضلي. ومن الجدير ذكره ان السلطان أحمد بن عبد الله قاوم الاستعمار البريطاني في شقرة وعدن مما أدى إلى قصف بريطانيا لمنطقته.